# Лукьянов, Михаил Зиновьевич
Михаил Зиновьевич Лукьянов (24 января 1923 — 20 февраля 2008) — генерал-лейтенант ВС СССР, начальник Благовещенского высшего танкового командного училища в 1966—1971 годах.

## Биография
Уроженец села Мартыновка (нынешний Тростянецкий район Сумской области, Украина). В РККА с 1938 года, член ВЛКСМ на 1943 год, член ВКП(б) с 1944 года. Окончил Мартыновскую среднюю школу.
Участник Великой Отечественной войны (призван Конотопским РВК) с 1941 года. Участник обороны Одессы в июле—августе 1941 года и боёв на Западном фронте в 1943 году. Командовал экипажем танка Т-34 в составе 42-го отдельного танкового полка на Брянском фронте. В июле 1942 года дважды легко ранен, в марте 1943 года тяжело ранен.
24 февраля 1943 года в боях за село Нагорное Алексеевского района Орловской области лейтенант Лукьянов огнём и гусеницами уничтожил противотанковое орудие, два миномёта, две пулемётные точки и до 20 гитлеровцев. Также отличился в боях с 20 по 27 июля 1943 года, подбив две противотанковые пушки, 4 пулемёта, 2 миномёта и уничтожив до 30 солдат и офицеров противника. В 1945 году — командир 1-й танковой роты 101-го гвардейского тяжёлого танкового полка 43-й гвардейской отдельной тяжёлой танковой бригады, участник боёв за Гросс-Линденау. Согласно наградному листу от 30 января 1945 года ворвавшись в Гросс-Линденау, гвардии лейтенант Лукьянов задавил гусеницами нескольких гитлеровцев и обоз из шести повозок. Его танк был подбит, однако Лукьянов выбрался из танка и с пятью автоматчиками отразил немецкую контратаку, убив одного офицера и двух солдат.
Участник Парада Победы 1945 года в Москве. Окончил Киевскую академию Сухопутных войск. В 1966—1971 годах — начальник Благовещенского высшего танкового командного училища. В 1972—1975 годах — заместитель командующего войсками Дальневосточного военного округа по вузам и вневойсковой подготовке.

## Награды
- Орден Красной Звезды (29 июля 1943 года)[2]
- Орден Отечественной войны:
  - I степени (6 апреля 1985)[6]
  - II степени (11 февраля 1945)[3][c]
- Медаль «За отвагу» (19 апреля 1943) — за образцовое выполнение боевых заданий Командования на фронте борьбы с немецкими захватчиками и проявленные при этом доблесть и мужество[5]
- Медаль «За победу над Германией в Великой Отечественной войне 1941—1945 гг.»[1]

## Комментарии
1. ↑  В наградных документах указывается 1922 год
2. ↑  По другим данным — на фронте с 29 ноября 1942 года[5]
3. ↑  Представлялся к I степени[3]